# Palitzsch-Museum

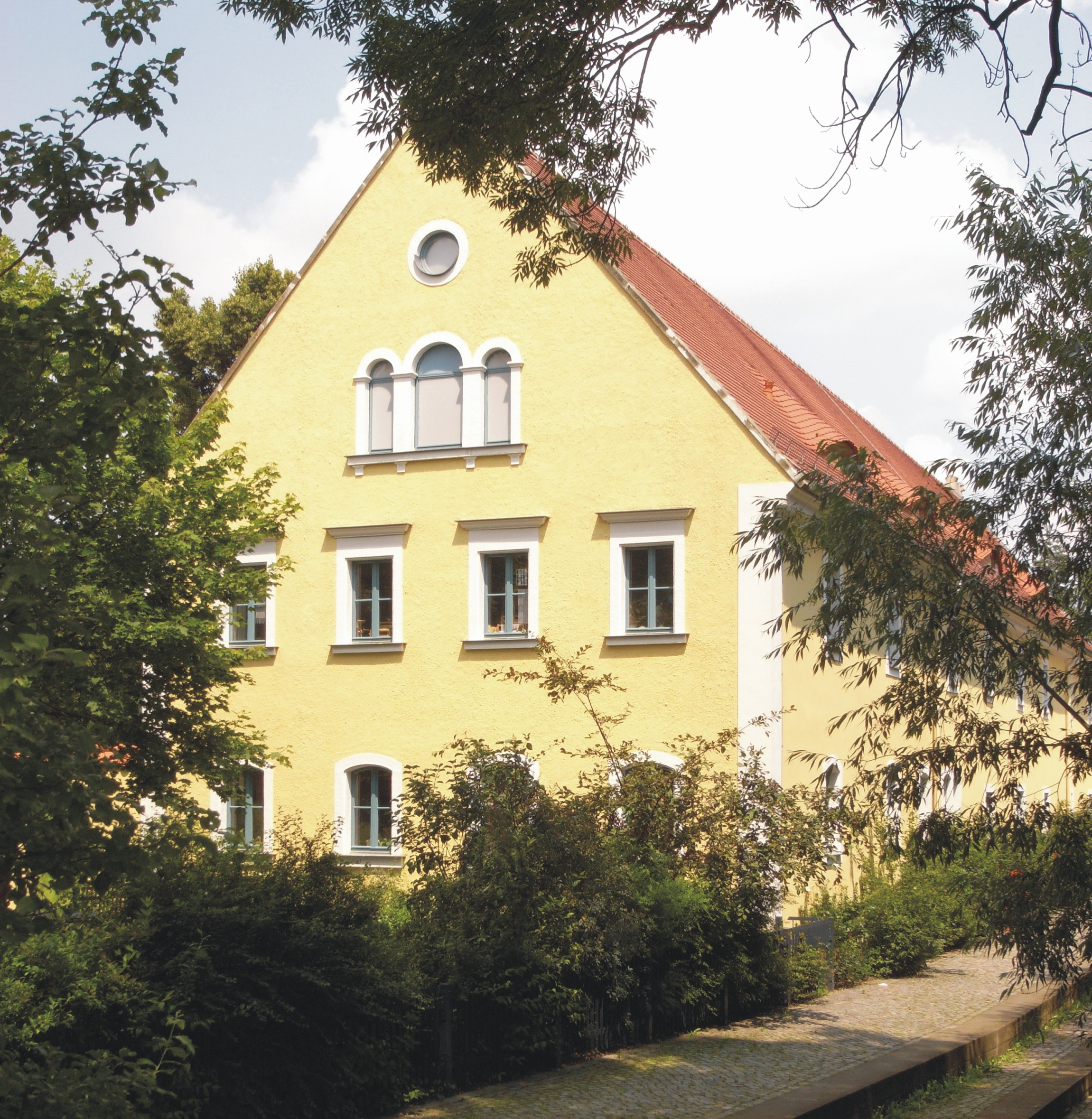
Palitzsch-Museum in Dresden-Prohlis

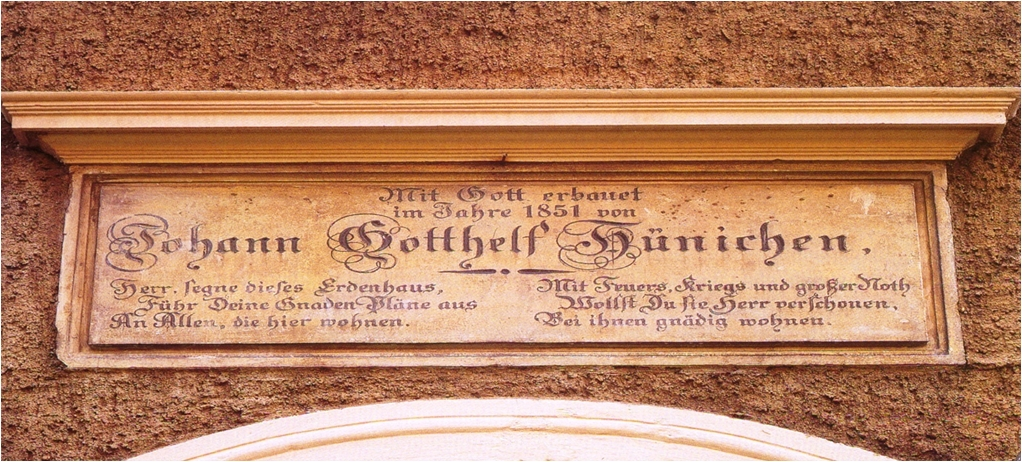
Tafel über der ersten Tür

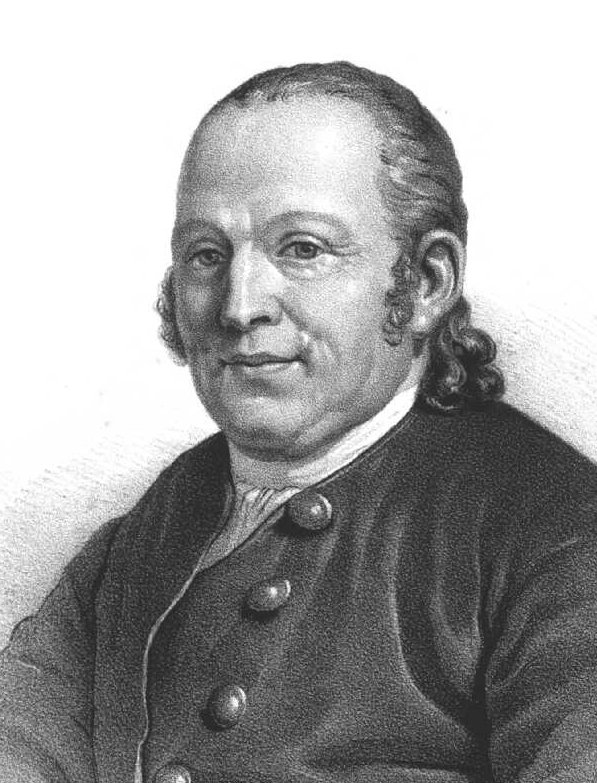
Johann George Palitzsch

Das Palitzsch-Museum (vormals Heimat- und Palitzsch-Museum Prohlis) gehört zu den Museen der Stadt Dresden. Es ist der 7000-jährigen Siedlungsgeschichte des heutigen Stadtteils Prohlis und dem Prohliser Bauern und Naturwissenschaftler Johann George Palitzsch gewidmet, der 1758 als Erster den damals mit großer Spannung erwarteten Halleyschen Kometen sah und dadurch europaweit bekannt wurde.

## Standort
Das Museum befindet sich in einem ehemaligen Bauernhof, für den sich der Name „Palitzschhof“ eingebürgert hat. Von dem früheren Dreiseithof Altprohlis 3 sind nach dem Abbruch der Scheune 1982 nur noch die beiden Wohngebäude erhalten. Das eine, die heutige Gamigstraße 24, beherbergt das Museum und eine Kunstschule, das andere (Hausnummer 26) wurde ab 2022 saniert und zum „Bürgerhaus“ umgebaut. Die feierliche Einweihung erfolgte im November 2024. Der denkmalgeschützte Palitzschhof ist das einzige erhaltene Gehöft des historischen Prohliser Dorfkerns. Seit den 1970er Jahren ist der Palitzschhof von mehreren 17-geschossigen Hochhäusern umgeben. Er liegt zwischen den Straßen Am Anger im Norden, Prohliser Straße im Osten und Gamigstraße im Süden. Direkt am Palitzschhof entlang fließt der Geberbach. Palitzsch-Museum ist das einzige Dresdner Museum im Stadtbezirk Prohlis.

## Ausstellungen
Die Ausstellungsfläche des Museums erstreckt sich über einen etwa 300 Quadratmeter großen Dachraum.
Die Dauerausstellung des Palitzsch-Museums behandelt schwerpunktmäßig verschiedene Themen. Unter anderem werden Zeugnisse der Ortsgeschichte von Prohlis gezeigt, darunter in den umliegenden früheren Ziegeleien gemachte Funde frühgeschichtlicher Besiedlung. Der Darstellung vom Leben und Wirken Johann Georg Palitzschs wird ein besonderer Wert beigemessen. Die Herausforderung besteht hierbei in der Tatsache, dass von Palitzsch selbst fast keine persönlichen Gegenstände mehr erhalten sind. Um Palitzschs Leistung einordnen zu können und der gestiegenen Nachfrage nach der Abschaffung des Astronomieunterrichts in Sachsen entgegenzukommen, wird der Astronomie, ihrer Geschichte und speziell der Kometenforschung viel Platz eingeräumt. Direkt unter dem Dach befindet sich auch ein digitales Planetarium.
Im Museum werden außerdem seit Mai 2006 mehrmonatige Sonderausstellungen präsentiert. Zu sehen waren unter anderem bereits Ausstellungen über die Geschichte der Dresdner Betriebe in der DDR-Zeit sowie über die wegen der Zerstörungen durch die Luftangriffe auf Dresden 1945 verloren gegangenen Kirchen der Landeshauptstadt. 2008/2009 lief die Ausstellung „Kometenfieber“ anlässlich des 250. Jahrestags der Entdeckung des Halleyschen Kometen am 25. Dezember 1758 durch Palitzsch. Sie schlug einen Bogen von der historischen zur modernen Erforschung von Kometen.

## Geschichte

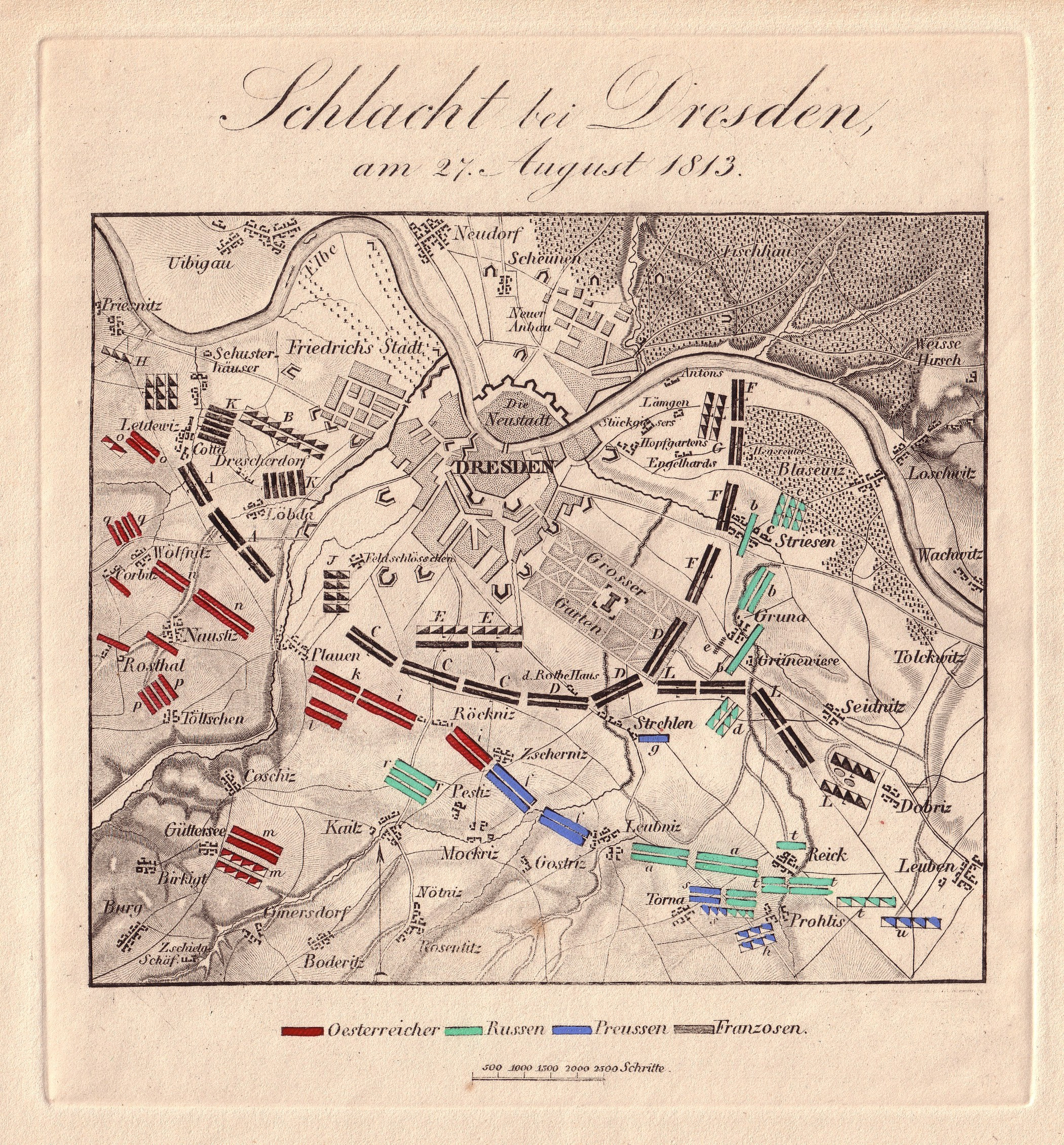
Karte der Schlacht am 27. August 1813

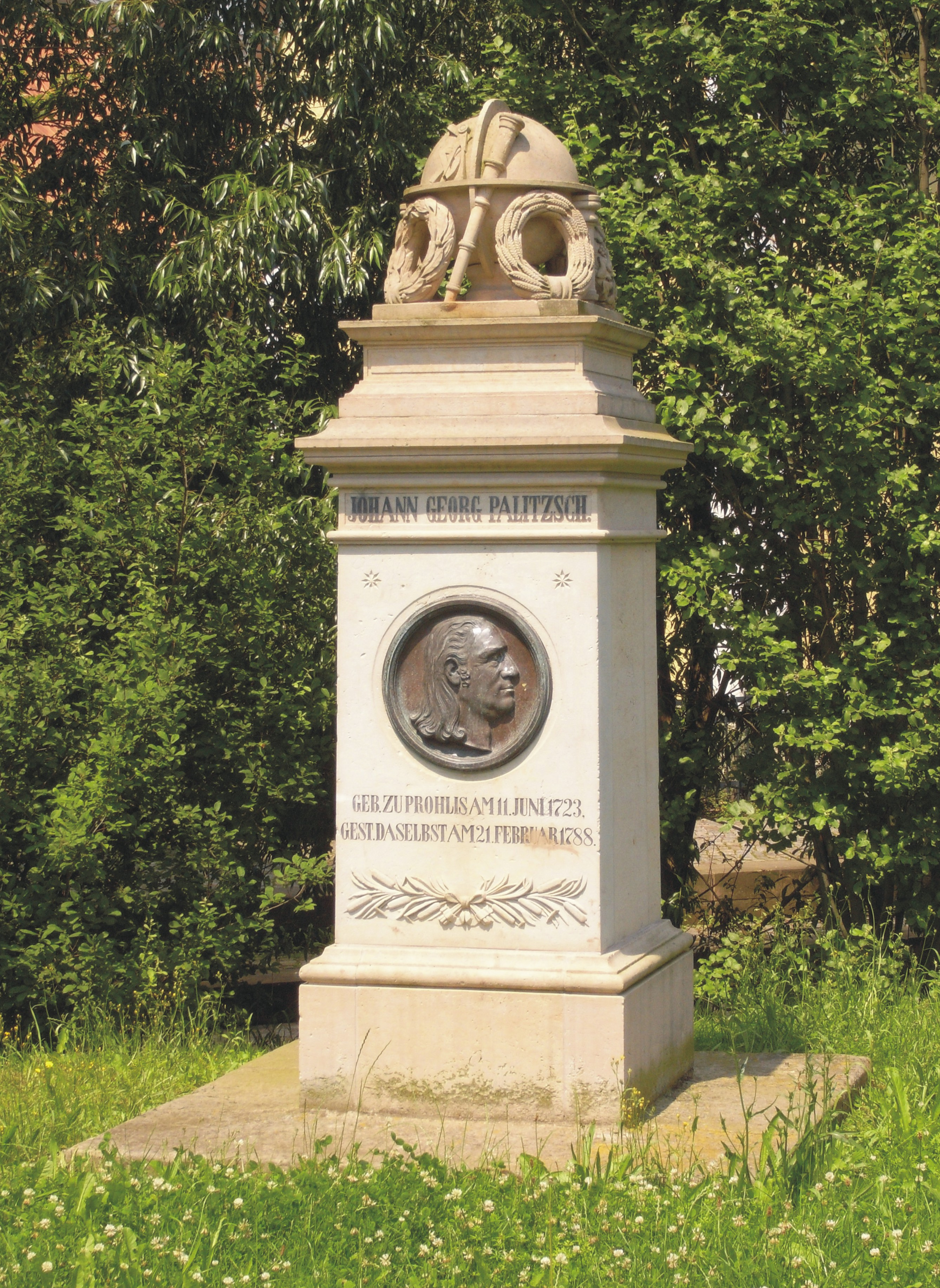
Denkmal für Palitzsch am Museum

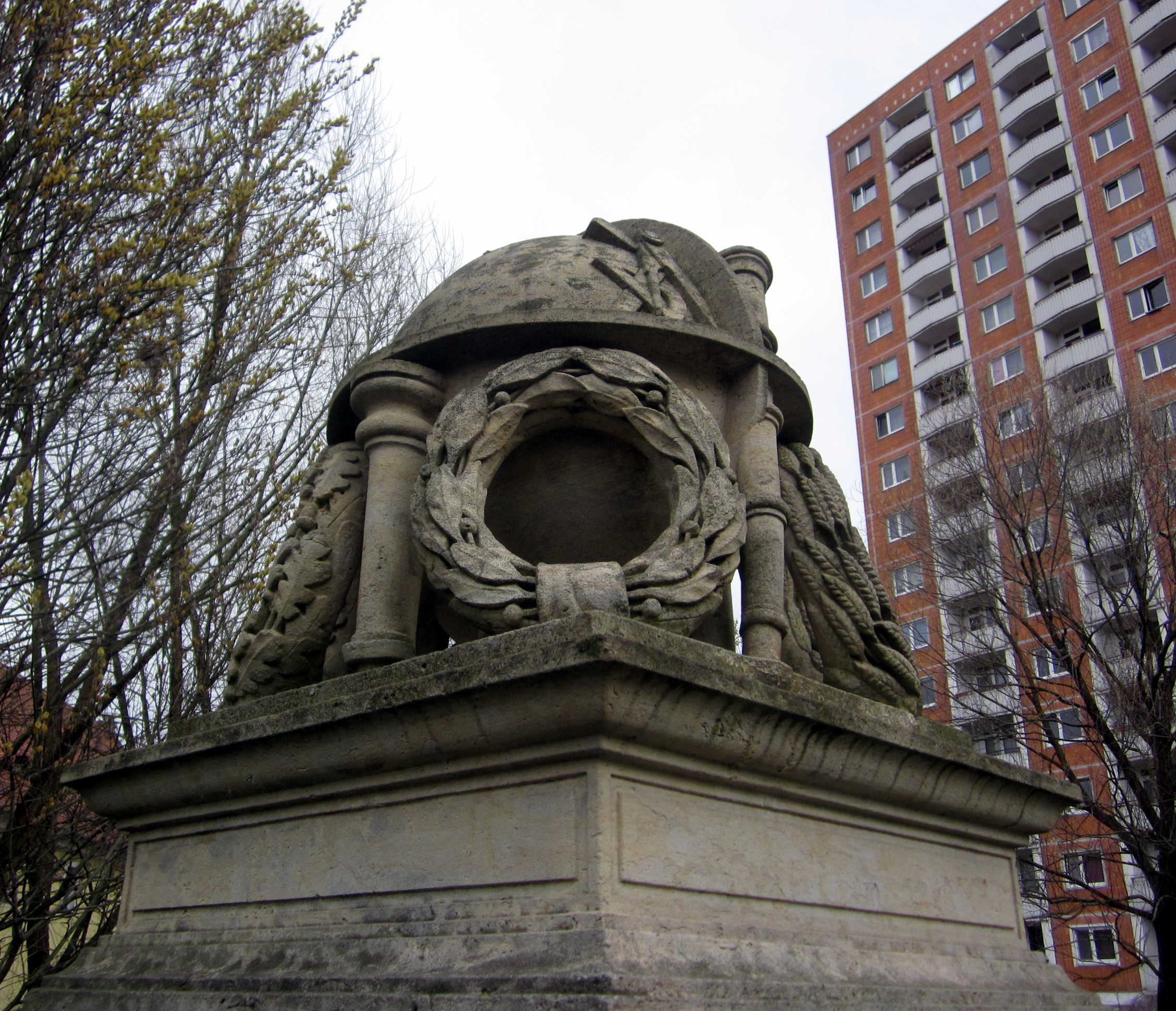
Prohliser Kontraste

Im 18. Jahrhundert lebte der Bauer Johann Georg Palitzsch in Prohlis, das damals ein landwirtschaftlich geprägtes Dorf am Südrand des Elbtalkessels war. Autodidaktisch erlernte er besonders Physik, Astronomie und Botanik und wurde in diesen Fachgebieten als Wissenschaftler anerkannt. Seine größte Leistung ist die Entdeckung des vom englischen Astronomen Edmond Halley im Jahre 1705 vorhergesagten Kometen. Neben weiteren astronomischen Forschungen war er auch an der Einführung der Kartoffel und des Blitzableiters im Raum Dresden beteiligt. Seit 1877 erinnert ein Denkmal in Prohlis an Palitzsch. Sein Bauernhof, den er von seinem Vater übernommen hatte, wurde hauptsächlich bereits im 19. Jahrhundert abgerissen, weil er bei der Schlacht von 1813 stark beschädigt wurde. Die Scheune stand bis 1976. Deren drohender Abriss und die Zerstörung des alten Dorfes veranlassten Siegfried Koge, den späteren langjährigen Leiter des Museums, sich des alten Erbes anzunehmen. Ein Stein aus der alten Scheune mit der Aufschrift „den 27. Aug. 1813“ und die dazugehörigen Kanonenkugeln, die in der Mauer steckten, wurden zum Fundament der Sammlung.
Das heutige Museumsgebäude war nicht im Besitz Palitzschs, sondern wurde erst 1851 vom Bauern Johann Gotthelf Hünichen errichtet, woran eine Inschrift über dem Hauseingang erinnert. Etwa 1930 erfolgte eine Umgestaltung des Hofes. Die Scheune wurde an einen anderen Bauern verpachtet und in den beiden übrigen Gebäuden (zweigeschossig, mit einem einfachen Satteldach) wurden jeweils acht Wohnungen vermietet. Seit dem Abriss sämtlicher anderer Gebäude des Dorfkerns ab 1975, wodurch Platz für das Prohliser Plattenbaugebiet geschaffen werden sollte, ist der Hünichen-Hof das einzige erhaltene Bauerngut von Altprohlis. Er wurde damals nur verschont, weil er Zwecken der Baustelleneinrichtung dieser Großbaustelle diente. Nach den Baumaßnahmen war in den 1980er Jahren unter anderem eine Wäscherei darin untergebracht.
Zunächst existierten Pläne, das Kulturzentrum des Plattenbaugebiets im Schloss Prohlis einzurichten. Dieses Gebäude brannte jedoch aus ungeklärten Gründen am 17. Dezember 1980 ab und wurde 1985 abgerissen. Erst danach wurde die Idee reaktiviert, das Kulturzentrum in dem einzigen erhaltenen Prohliser Bauernhof unterzubringen. Am 6. Juni 1988 öffnete dort schließlich die Heimatstube und Palitzschgedenkstätte Prohlis. Nach der Wende übernahm 1990 das heutige Amt für Kultur und Denkmalschutz der Landeshauptstadt Dresden die Verantwortung für das Museum.
Zwischen Juli 2003 und Ende 2005 erfolgte eine umfassende Sanierung des Museumsgebäudes, die mit mehr als einer Million Euro aus dem Bund-Länder-Programm Die Soziale Stadt gefördert wurde. Das Museum war während der Maßnahmen in der früheren Prohliser Dorfschule untergebracht und bezog anschließend sein neues Domizil im nun ausgebauten Dachgeschoss im Palitzschhof.
Am 8. Mai 2014 wurde die Dauerausstellung mit den Kapiteln Prohlis, Palitzsch und Astronomie eröffnet.
Das Museum ist auch ein Veranstaltungsort. In einem Mehrzweckraum im Obergeschoss finden regelmäßig Angebote für Schulklassen, insbesondere zur Steinzeit, und Abendvorträge statt, die dem breiten Themenspektrum des Museums entsprechen; meist in Kooperation mit den zahlreichen Vereinen und Institutionen in Prohlis.